# Tribunal Constitucional de Moldàvia
El Tribunal Constitucional de Moldàvia (romanès: Curtea Constituțională a Republicii Moldova, abreujat CCM) és l'òrgan judicial de la República de Moldàvia que primordialment pretén garantir el compliment de la constitució. Va ser creat el 23 de febrer del 1995 a Chișinău, la capital del país. És l'únic ens de caràcter constitucional de Moldàvia i no depèn de cap altre de l'administració pública.
Les seves funcions, definides en l'article 135 de la Constitució de Moldàvia, inclouen el control de la constitucionalitat de les lleis, de les resolucions parlamentàries, dels decrets del president, de les resolucions i ordenances del govern, i dels tractats internacionals en els quals participa l'Estat. També li correspon al tribunal justificar la dissolució del Parlament de Moldàvia i la destitució temporal del President de la República de Moldàvia.
Formen el tribunal 6 jutges que roten sexennalment i són irreelegibles. Des del 25 d'abril del 2023, el jurista Nicolae Roșca n'ocupa la presidència.

## Llista de presidents
A continuació són allistades les persones que han presidit el tribunal des que va ser creat.
| # |       | Nom (naixement – mort)     | Durada del mandat     | Durada del mandat       |
| # | Inici | Nom (naixement – mort)     | Final                 |                         |
| - | ----- | -------------------------- | --------------------- | ----------------------- |
| 1 |       | Pavel Barbalat (1935–2004) | 23 de febrer del 1995 | 23 de febrer del 2001   |
| 2 |       | Victor Pușcaș (n. 1943)    | 27 de febrer del 2001 | 15 de febrer del 2007   |
| 3 |       | Dumitru Pulbere (n. 1952)  | 1r de març del 2007   | 28 de setembre del 2011 |
| 4 |       | Alexandru Tănase (n. 1971) | 4 d'octubre del 2011  | 12 de maig del 2017     |
| 5 |       | Tudor Panțîru (n. 1951)    | 12 de maig del 2017   | 31 de gener del 2018    |
| 6 |       | Mihai Poalelungi (n. 1962) | 16 de març del 2018   | 20 de juny del 2019     |
| 7 |       | Vladimir Țurcan (n. 1954)  | 19 d'agost del 2019   | 23 d'abril del 2020     |
| 8 |       | Domnica Manole (n. 1961)   | 23 d'abril del 2020   | 25 d'abril del 2023     |
| 9 |       | Nicolae Roșca (n. 1962)    | 25 d'abril del 2023   | En el càrrec            |